# Вања Драх
Вања Драх (хрв. Vanja Drach; Бошњаци, 1. фебруар 1932 — Загреб, 6. септембар 2009) био је хрватски позоришни, телевизијски и филмски глумац.

## Биографија
Рођен је 1. фебруара 1932. у Бошњацима у близини Жупање. Без оца је остао већ 1943. године, након чега је одрастао само са мајком. Надимак Вања добио је у средњој школи због проблема са учењем руског језика. Име Вања од тада је користио као своје једино име.
Глумио је у позориштима широм Хрватске и Југославије. Радио је као сарадник Хрватског радија у драмском програму и програму прозе и поезије.
Добитник је многобројних награда међу којима и награде за животно дело.
Једна од његових последњих улога била је улога доктора Ђиђимиловића у серији „Луд, збуњен, нормалан“ из 2007.
Умро је од последица рака плућа 6. септембра 2009. године.

## Образовање
Завршио је гимназију а затим уписао студије медицине у Загребу. Након годину дана напустио је медицински факултет и уписао Академију драмских уметности код проф. Гавеле.
Дипломирао је на Академији драмских уметности. Две године глумио је у Драмском казалишту. На предлог Бојана Ступице прешао је да ради у Хрватском народном позоришту у Загребу.

## Породица
Био је ожењен Теом Драх. Познавали су се још из Винковаца. Венчали су се 1957. године у Загребу. Теа је студирала германистику на Филозофском факултету. Били су у браку 57 година. Из брака са Теом има је једног сина, Сашу, који ради као новинар.
Имају три унуке, Мају и близнакиње Нелу и Олгу.

## Каријера
Глумачку каријеру је почео у драмском позоришту у Загребу. Од 1975. године глумио је у „Театру у гостима“ Реље Башића. Наредних пет година гостовао је по целој Хрватској и Југославији и радио са многим успешним глумцима. Затим се вратио у Хрватско Народно позориште. Играо је у свим позориштима у Загребу.
На Хрватском радију сарађивао је у драмском програму. Каније је радио и у програмима прозе и поезије које је уређивао Данијел Драгојевић.
Био је познат као позоришни глумац. Успешно је играо у бројним улогама античког репертоара. Глумио је у делима руских, француских, енглеских и америчких класика и модерниста. Одиграо је више од двеста улога у филмовима различитих жанрова. Успешно је наступао и у кратким играним филмовима, телевизијским драмама и серијама.
Због свог изгледа често је играо улоге лекара. Добитник је бројних награда међу којима и награду Владимир Назор за животно дело 2006.

## Награде и признања
- Награда града Загреба 1962. за улогу „Franza von Gerlacha“ .
- Награда Дубравко Дујшин 1986. за улогу Орланда у филму „Пут у рај“ .
- Награда Орландо 1990. за улогу Полонија у Шекспировом „Хамлету“.
- Награда „Tito Strozzi“ 1994.
- Награду „Златни смијех“ за улогу Серебрјакова у филму „Ујака Вања“ 1997.
- Награда „Владимир Назор“ за животно дело 2006.

## Филмографија

#### Филмови и драме
- „Човек испод стола“ (2009)
- „Иза стакла“ (2008)
- „Све џаба“ (2006)
- „Либертас“ (2006)
- „Мукло “(2005)
- „Инфекција“ (2003)
- „Сведоци“ (2003)
- „Серафин, свјетионичарев син “ (2002)
- „Гарсија “(1999)
- „Богородица“ (1999)
- „Госпа “(1994)
- „Златне године“ (1993)
- „Мор“ (1992)
- „Папа Сиксто V“ (1992)
- „Чаруга“ (1991)
- „Крхотине“ (1991)
- „Волео бих да сам голуб“ (1990)
- „Ђавољи рај“ (1989)
- „Обећана земља “(1986)
- „За срећу је потребно троје “ (1985)
- „Пут у рај“ (1985)
- „Ифигенија у Аулиди“ (1983)
- „Влаком према југу“ (1981)
- „Високи напон“ (1981)
- „Главе из живота Аугуста Шеное“ (1981)
- „Тајна Николе Тесле“ (1980)
- „Успорено кретање“ (1979)
- „Годишња доба Жељке, Вишње и Бранке“ (1979)
- „Пробни рок“ (1979)
- „Љубица“ (1978)
- „Све су плаве“ (1978)
- „Бомбашки процес “(1978)
- „Пуцањ“ (1977)
- „Јагош и Угљеша“ (1976)
- „Доктор Младен“ (1975)
- „Као у лошем роману“ (1974)
- „Тимон“ (1973)
- „Кад чујеш звона“ (1969)
- „Павиљон број 6“ (1968)
- „Црне птице“ (1967)
- „Илузија“ (1967)
- „Кинески зид “(1967)
- „Године ратне, године мирне“ (1967)
- „Седми континент“ (1966)
- „Четврта димензија“ (1965)
- „Кључ“ (1965)
- „Олуја на улици“ (1965)
- „Банкет “(1965)
- „Свануће“ (1964)
- „Аутобиографија утопљенице “ (1964)
- „Опасни пут “(1963)
- „Женидба господина Марципана“ (1963)
- „Телефон (1962)
- „Сати за умор“ (1962)
- „Пустолов пред вратима “(1961)
- „Царево ново одело“ (1961)
- „Човек од важности“ (1961)
- „Акција“ (1960)
- „Х-8“ (1958)

#### ТВ Серије
- „Луд, збуњен, нормалан“(2007—2009)
- „Бибин свијет“ (2008—2009)
- „Позориште у кући“ (2007)
- „Златни бокал“ (2004)
- „Алекса Шантић“ (1992)
- „Диригенти и музиканти “(1990)
- „Птице небеске“ (1989)
- „То није мој живот, то је само привремено“ (1985)
- „Инспектор Винко“ (1984)
- „Габријел“ (1984)
- „Дани АВНОЈ-а“ (1983)
- „Вело мисто“ (1981)
- „Непокорени град“ (1981)
- „Никола Тесла“ (1979)
- „Пуном паром“ (1978)
- „Грунтовчани“ (1975)
- „У регистратури“ (1974)
- „Капелски кресови“ (1974)
- „Опасни сусрети“ (1973)
- „Златни младић“ (1970)
- „Кад је мач кројио правду“ (1967)
- „Летови који се памте“ (1967)